# 塞思·马丁
塞思·马丁（英語：Seth Martin，1933年5月4日—2014年9月6日），加拿大前男子冰球运动员，场上位置是守门员。他曾代表加拿大参加1964年冬季奥林匹克运动会冰球比赛，获得第4名。